# Auguste von Müller
Auguste von Müller (Darmstadt, Alemanya, 23 de febrer de 1848 - Darmstadt, 2 d'abril de 1912) fou una actriu i mezzosoprano operística alemanya del segle xix. Es recordada sobretot per haver creat l'any 1877 el paper de Dalila a l'estrena mundial de l'òpera Samson et Dalila de Camille Saint-Saëns.

## Biografia
Auguste von Müller va néixer a Darmstadt, filla de l'actriu alemanya Maria von Müller-Stack, que va treballar durant molts anys al Hoftheater de Darmstadt. Auguste va començar la seva carrera apareixent en obres teatrals al Stadttheater de Stettin, entre el 1875 i el 1876. Va començar la seva carrera d'òpera cantant al teatre d'òpera de Riga la temporada 1876-1877. Es va incorporar a la Staatskapelle Weimar el 1877 i hi va cantar papers fins al 1881. Sent allà, va crear el paper de Dalila a l'estrena mundial de Samson et Dalila de Camille Saint-Saëns el 2 de desembre de 1877, sota la direcció d'Eduard Lassen. Altres papers que ella va interpretar a Weimar van incloure el d'Azucena de Il trovatore de Giuseppe Verdi, Frau Reich de Die lustigen Weiber von Windsor de Carl Otto Nicolai, Fricka de Das Rheingold i Die Walküre de Richard Wagner i Floßhilde de Götterdämmerung de Wagner, entre d'altres.
Després de deixar Weimar el 1881, Müller es va unir al Stadttheater de Bremen on va cantar només una temporada. Després va cantar al Stadttheater de Magdeburg de 1882 a 1883, al Hoftheater de Altenburg del 1883 al 1884, al Hoftheater de Sondershausen de 1884 a 1885 i al Stadttheater de Lübeck de 1885 a 1886. Es va retirar de l'òpera després de la temporada de Lübeck i va viure diversos anys a Bremen. Més tard, es va traslladar de nou a la seva ciutat natal, Darmstadt, on va morir el 1912.